# Josep Serred i Mestre

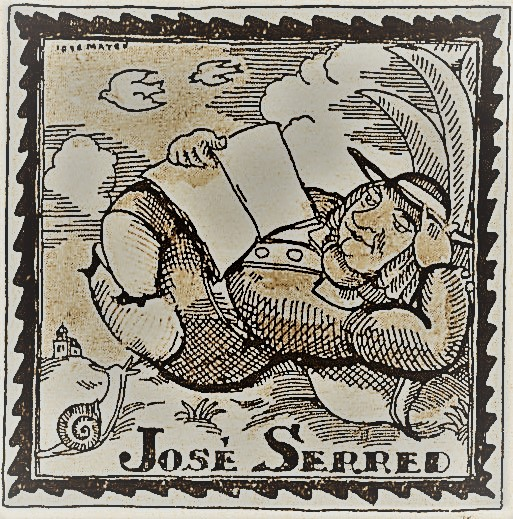
Josep Serred i Mestre, en una de les il·lustracions que acompanyen el seu "Sermó sobre la pàtria celestial"

Josep Serred i Mestre (València, 1874 - ibidem 1933) fou un escriptor valencià, autor d'obres de caràcter humorístic i festiu. La seua obra més famosa és l'anomenat Sermón sobre la patria celestial, més conegut com Sermó de les cadiretes, publicat el 1902.

## Biografia
Josep Serred va nàixer a València, fill de pare aragonés i mare valenciana. Segons Rafael Solaz, estudiós de la seua obra, Serred "era un auténtico bromista, que irradiaba felicidad absoluta y burla constante, un comediante divertido, campechano y juerguista". Des de ben jove, participà en diverses revistes satíriques i cercles culturals, especialment en la societat L'Antigor, i tingué amistat amb algunes de les personalitats més importants de la València de l'època, com Vicent Peydró, Maximilià Thous o Faust Hernández Casajuana. Serred col·laborà també amb la revista Pensat i Fet, dirigida per Vicent Miguel Carceller i fou periodista en La Voz de Valencia i Unión Radio Valencia. Com a actor, treballà en diverses companyies, sempre amb papers més aïna modests.

En les pàgines d'una de les seues obres, Pascualet el mañós, l'autor introdueix una mena d'autodescripció ben il·lustrativa:
"Yo vaig nàixer en Valensia, de pare churro y mare valensiana; soc por lo tant entravesat. He segut periodista. Procuraor de la Audiensia, llibrer, editor y huí en dia, cómic del Eslava. Tinc passió per el art en totes les seues manifestacions y sent idolatría per el Teatro. Estic enamorat de la nostra llengua y sempre que puc parle y escric en valensiá. El machor èxit literari que he alcansat ha segut el meu Sermó. No sé chuar ni al truc, odie la política y el cant flamenco; y lo que me menche més a gust es un bón plat de paella."
Malgrat aquest predicat apoliticisme, les seues obres traspuen una mentalitat anticlerical i un cert esperit llibertari. Segons Solaz, el 27 de novembre de 1937, en plena guerra civil, el partit Actuació Valenciana Republicana va retre homenatge a Serred, tot qualificant-lo d"autor contrario a la reacción". A més, en una gravació que l'autor va fer per a la Compañía del Gramophone de Madrid, el seu Sermó consta sota el títol següent: "Oratoria fin de siglo, por José Serred, orador místico y anarquista." 
En el terreny professional, Josep Serred exercí la professió de llibreter i editor, almenys des de 1903. Va contraure matrimoni amb Concepción Cuñat Núñez, amb qui tingué sis fills. Morí a València a causa d'una angina de pit, el 30 de gener de 1933, a 58 anys. Les seues restes descansen al Cementeri General de València, secció tercera esquerra, dins un nínxol compartit amb uns altres membres de la seua família.
Com a curiositat, cal dir que Serred fou un dels primers escriptors a fer una versió gramofònica dels seus textos. Alguns d'ells poden sentir-se hui en dia en diversos vídeos disponibles al canal youtube.

## Obra
La seua obra més famosa és l'anomenat "Sermó sobre la pàtria celestial", més conegut com "Sermó de les cadiretes", publicat a València el 15 de setembre de 1902. Segons Solaz, la popularitat de l'obra fou immediata i fulgurant, tant que conegué diverses reedicions els anys 1903, 1905, 1906, 1918, 1919, 1932 i 1978.
En el Sermó..., un sacerdot pronuncia una homilia davant un públic. El coneixement deficient que el religiós té del castellà dona peu a nombrosos malapropismes (Quesocristo, ánqueles, mosotros...) destinats a provocar la hilaritat del lector. Durant la predicació, el sacerdot interromp el discurs per a cridar l'atenció a diversos personatges que, amb les seues actituds maleducades, entrebanquen l'homilia: un xiquet que es furga el nas, unes dones que fan xerricar les cadires en què s'asseuen (d'ací el títol popular de l'obra, el "sermó de les cadiretes"), un home que amolla una ventositat, una porta oberta que deixa entrar-hi l'aire fred... La forma en què el religiós resol aquests imprevists resulta enginyosa, i permet que en l'obra el llenguatge suposadament culte de l'explicació bíblica alterne amb passatges de gran vivesa popular.
Al marge del Sermó, podem destacar altres obres de Josep Serred com Historia breu y completa de Nelet y Quiqueta (1904), el també ben conegut Tratao de la finor (1907) i l'obra teatral Pascualet el mañós (1914), aquesta darrera publicada dins la col·lecció El cuento del diumenge.